# Schirgiswalde
Schirgiswalde (obersorbisch Šěrachowⓘ, umgangssprachlich Schirge) ist ein Ortsteil der Stadt Schirgiswalde-Kirschau im Landkreis Bautzen im Südosten des Freistaates Sachsen. Er befindet sich im Lausitzer Bergland an der Spree.

## Geographie
Schirgiswalde liegt etwa 12 km südlich der Großen Kreisstadt Bautzen und 5 km nördlich der tschechischen Grenze im Südosten des Landkreises. Zahlreiche Berge umsäumen die Stadt. Der markanteste Berg sind die Kälbersteine.

## Geschichte

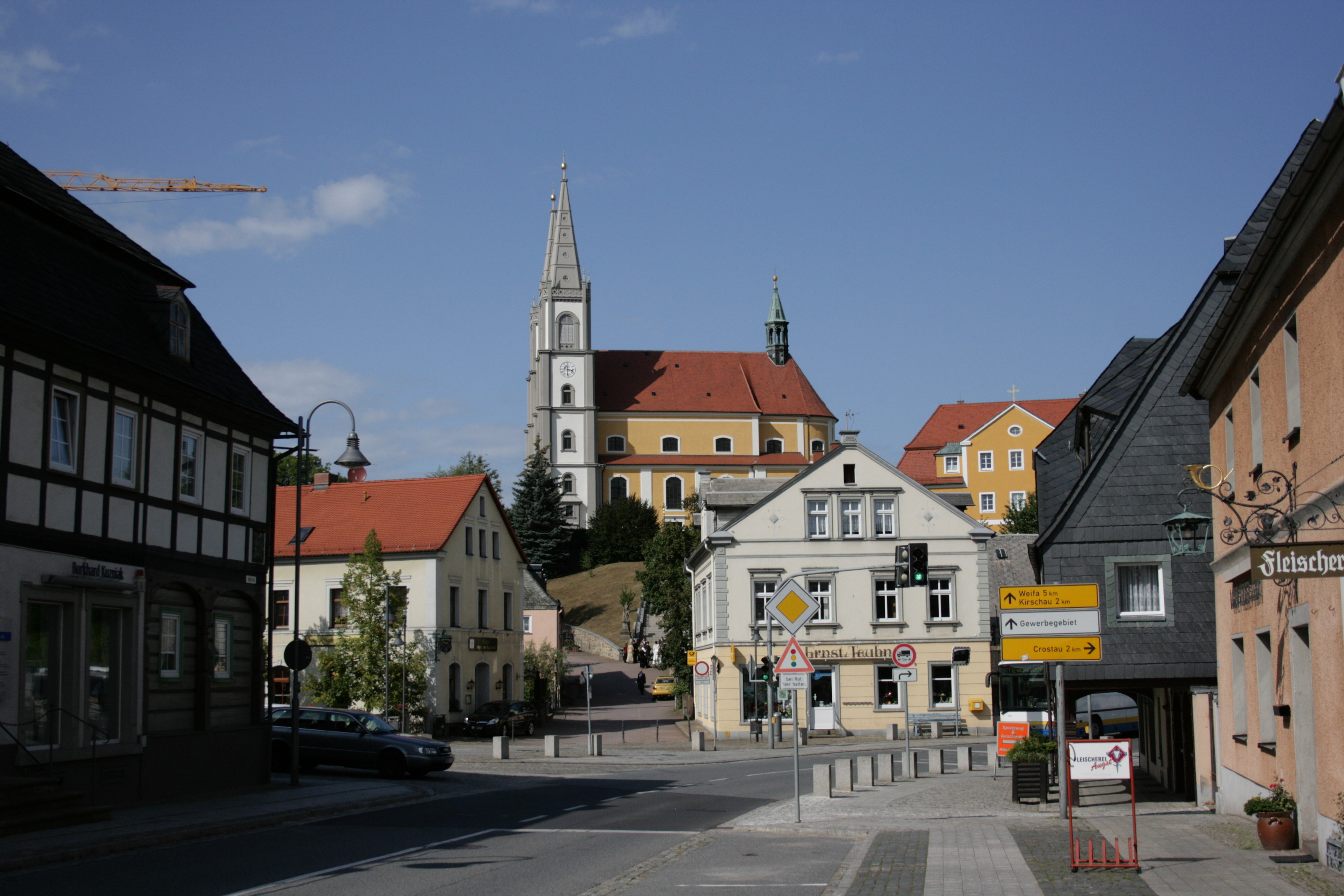
Schirgiswalde, Rathausstraße mit Kirche St. Mariä Himmelfahrt

Im Jahr 1376 wurde das Dorf Schirgiswalde als Scherigiswalde erstmals urkundlich erwähnt.
Im Dreißigjährigen Krieg wurde der Ort weitgehend zerstört und entvölkert.
Als 1635 der Kaiser die Oberlausitz mit der Niederlausitz auf den Kurfürsten von Sachsen übertrug, verblieb Schirgiswalde als Exklave bei Böhmen, ebenso wie Günthersdorf, heute Godzieszów. Schirgiswalde wurde dann im Rahmen der böhmischen Gegenreformation mit Katholiken besiedelt, die aus anderen Gebieten Deutschlands vertrieben worden waren. Um den Wiederaufbau und den wirtschaftlichen Aufschwung zu fördern, erreichte der damalige Grundherr 1665 die Erhebung von Schirgiswalde zur Stadt.
Am 19. Januar 1681 verkaufte Franz Eusebios Graf von Pötting die Herrschaft Rumburg (Böhmen) samt Schirgiswalde an Anton Florian von Liechtenstein.
Dieser verkaufte Schirgiswalde am 2. Oktober 1703 an das Bautzener Domstift, welches dann bis Mitte des 19. Jahrhunderts die Grund- und Gerichtsherrschaft über Schirgiswalde innehatte.

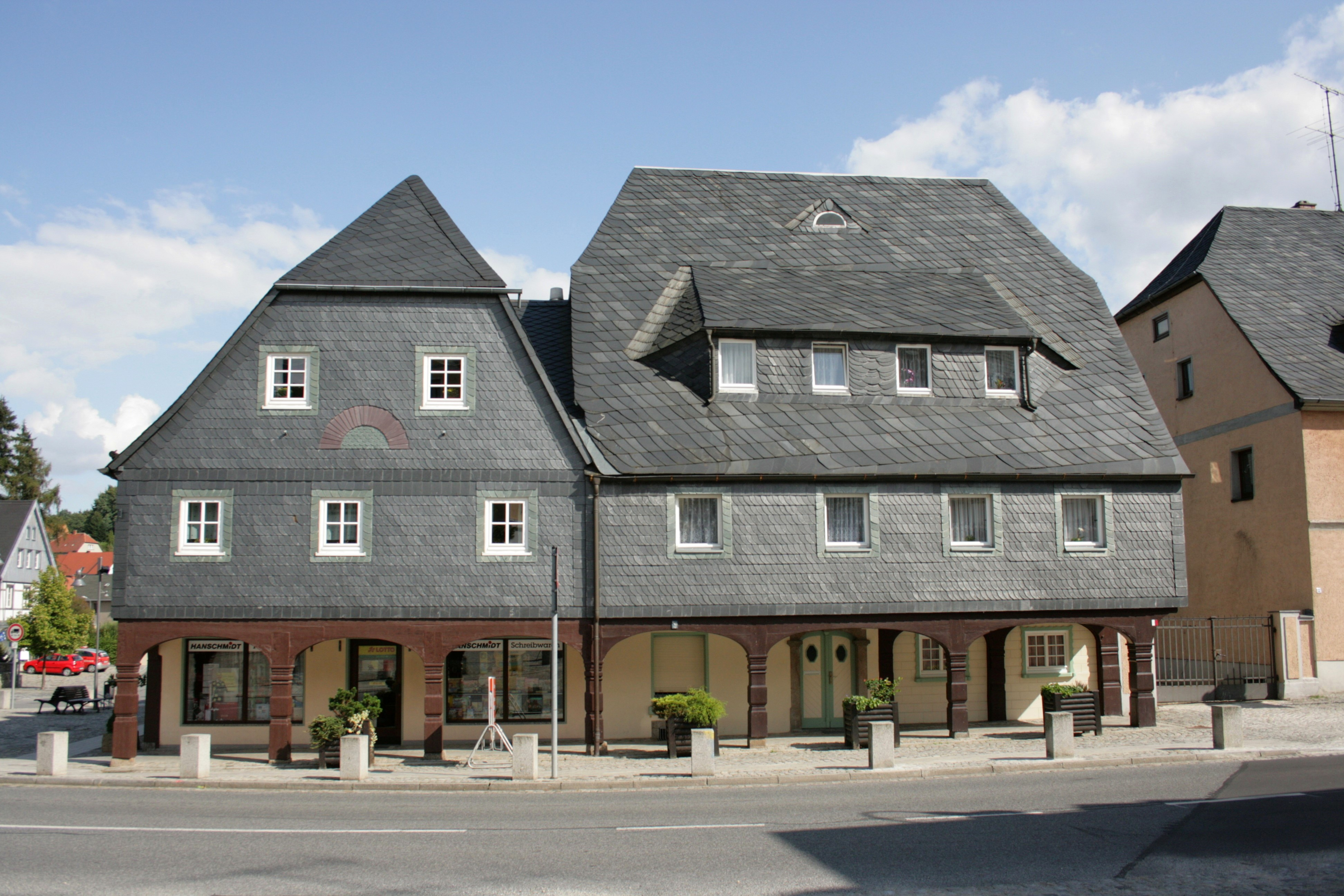
Laubengänge am Markt

Die Insellage der böhmischen Stadt inmitten sächsischen Gebietes blieb bis 1809 bestehen. In den folgenden 36 Jahren war die staatliche Zugehörigkeit der Stadt ungeklärt, weil langwierige diplomatische Verhandlungen zwischen Österreich und Sachsen über einen Gebietsaustausch nicht gleich zum Ziel führten. Schon Ende des 18. Jahrhunderts wurden von Österreich wie auch von Sachsen Grenzbereinigungen angestrebt.
Infolge des für Österreich ungünstigen Kriegsverlaufes gegen Napoleon im Jahre 1809 hatte das mit Frankreich verbündete Sachsen Ende des Jahres 1810 Schirgiswalde militärisch besetzt. Seit dieser Zeit übte Österreich praktisch keine Hoheitsrechte im Städtchen mehr aus, betrachtete es aber nach wie vor als zur böhmischen Krone gehörig, da die Einwohner noch an ihren Untertaneneid gebunden waren. Eine formelle Übergabe an Sachsen wurde aber durch den erneuten Kriegsausbruch 1813 (Sachsen an der Seite Frankreichs gegen Österreich und dessen Verbündete) verhindert. Erst 1845 wurde die Übergabe Schirgiswaldes abschließend vertraglich geregelt und vollzogen. In der Zwischenzeit gab es in der Stadt keine wirkliche Staatsgewalt, was sich Räuber, Schmuggler und politische Flüchtlinge zunutze machten.
Zum 1. Januar 2011 wurde die Stadt Schirgiswalde mit den Gemeinden Kirschau und Crostau zur Stadt Schirgiswalde-Kirschau verbunden.
Schirgiswalde war bis 2018 staatlich anerkannter Erholungsort.

## Partnerschaften
Schirgiswalde unterhält eine Partnerschaft mit der nordrhein-westfälischen Stadt Sundern (Sauerland).

## Stadtgliederung
Schirgiswalde gliedert sich neben dem Hauptort in die Ortsteile Neuschirgiswalde (116 Einwohner) und Petersbach.

## Kultur und Sehenswürdigkeiten
- Stadtmuseum „Carl Swoboda“ an der Hauptstraße vor dem Stadtpark gelegen. Es beherbergt Schauwerkstätten alter ortsansässiger Handwerke wie Weberei und Schmiede sowie archäologische Fundstücke und historische Dokumente zur Stadtgeschichte. Besonders sehenswert ist die Krippenstube mit mehreren großen Weihnachtskrippen.
- Barockkirche St. Mariä Himmelfahrt. Im Jahr 1741 geweiht. Ausstattung mit alten Heiligenfiguren, Eule-Orgel. Von 1866 bis 1868 wurden im neugotischen Stil die Kirchtürme errichtet.
- Evangelische Michaeliskirche, 1896 erbaut.
- Herrenhaus des Domstiftes Bautzen, ehemalige bischöfliche Sommerresidenz. Mit Anmeldung beim Pfarrer kann man auch die „Tapetenzimmer“ besichtigen.
- Ortstypische Laubengänge am Markt
- Zahlreiche erhaltene Umgebindehäuser.
- Der Schirgiswalder Stadtrundweg wurde 2024 eingeweiht und führt Besucher an verschiedene Orte der Stadt und erzählt die Geschichte der einzelnen Punkte.[4]

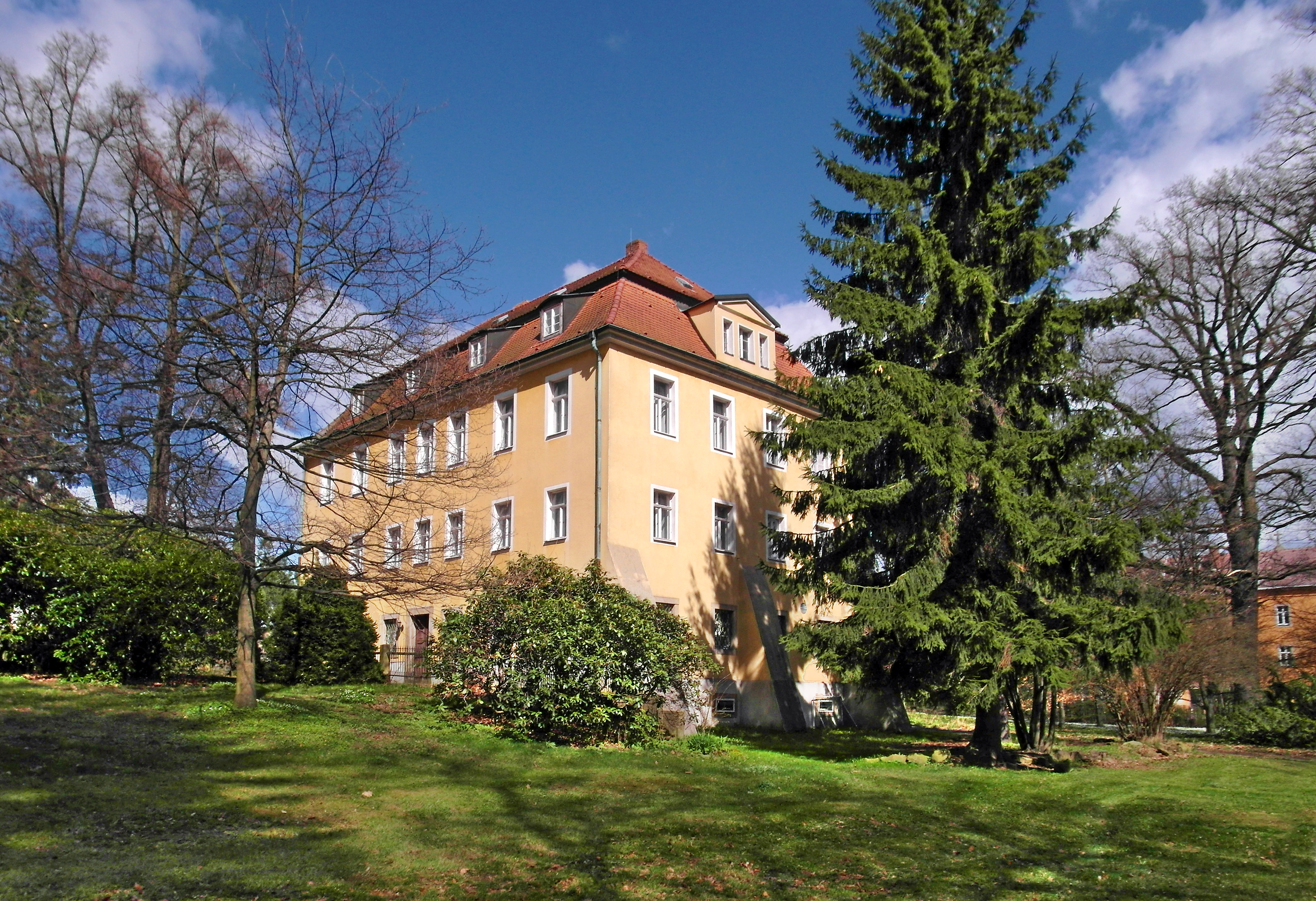
Rittergut Schirgiswalde, Schloss
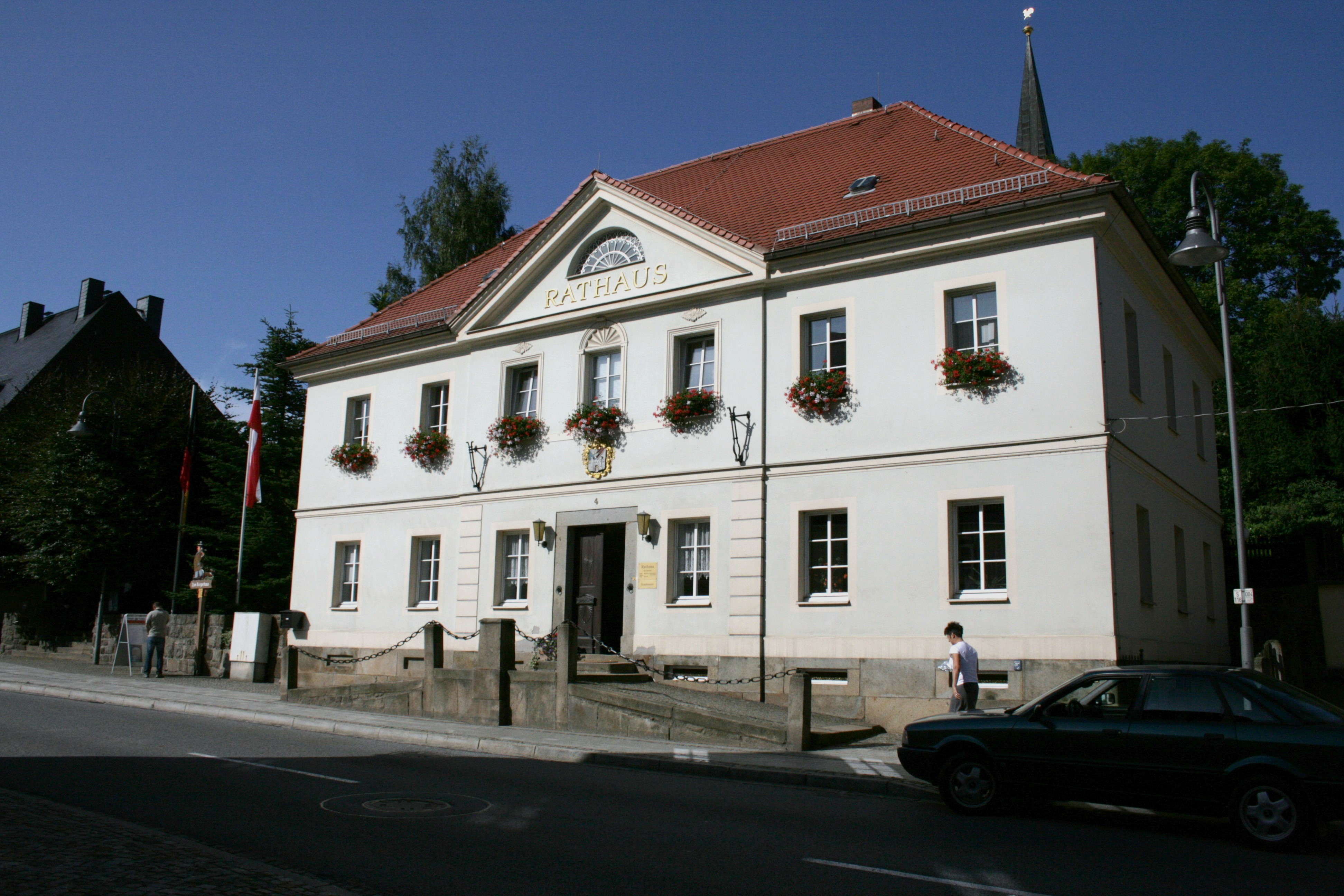
Rathaus an der Rathausstraße
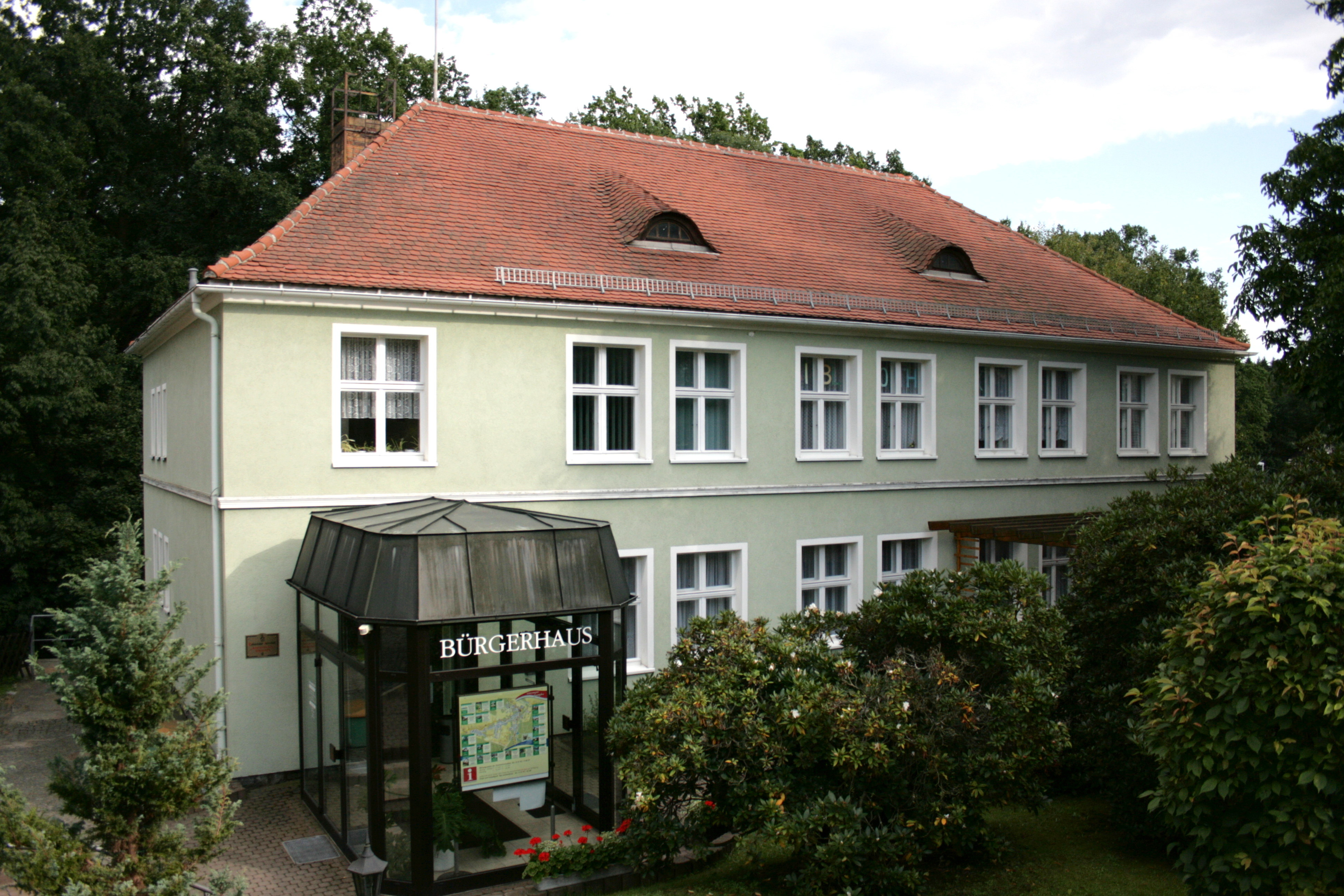
Bürgerhaus
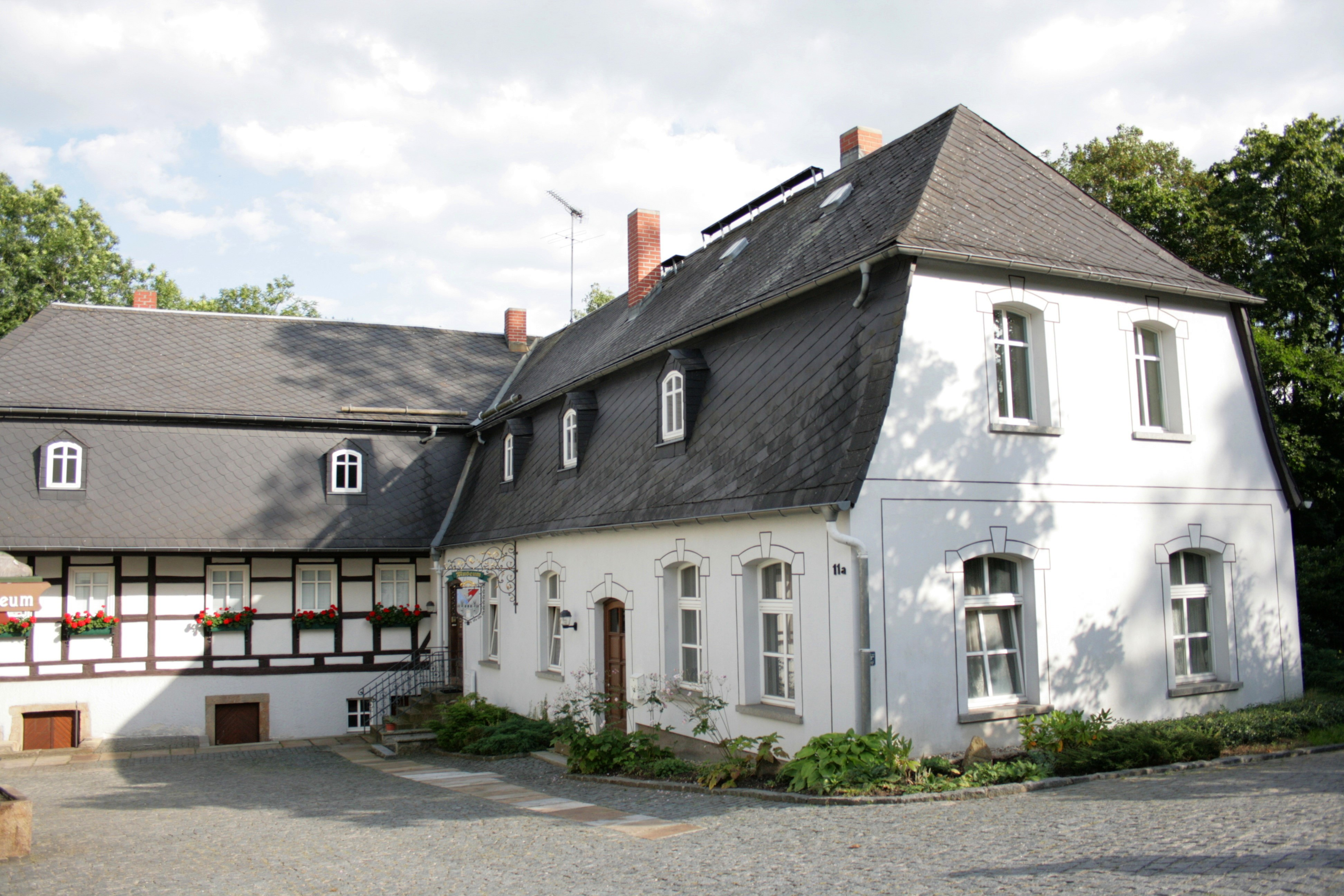
Heimatmuseum
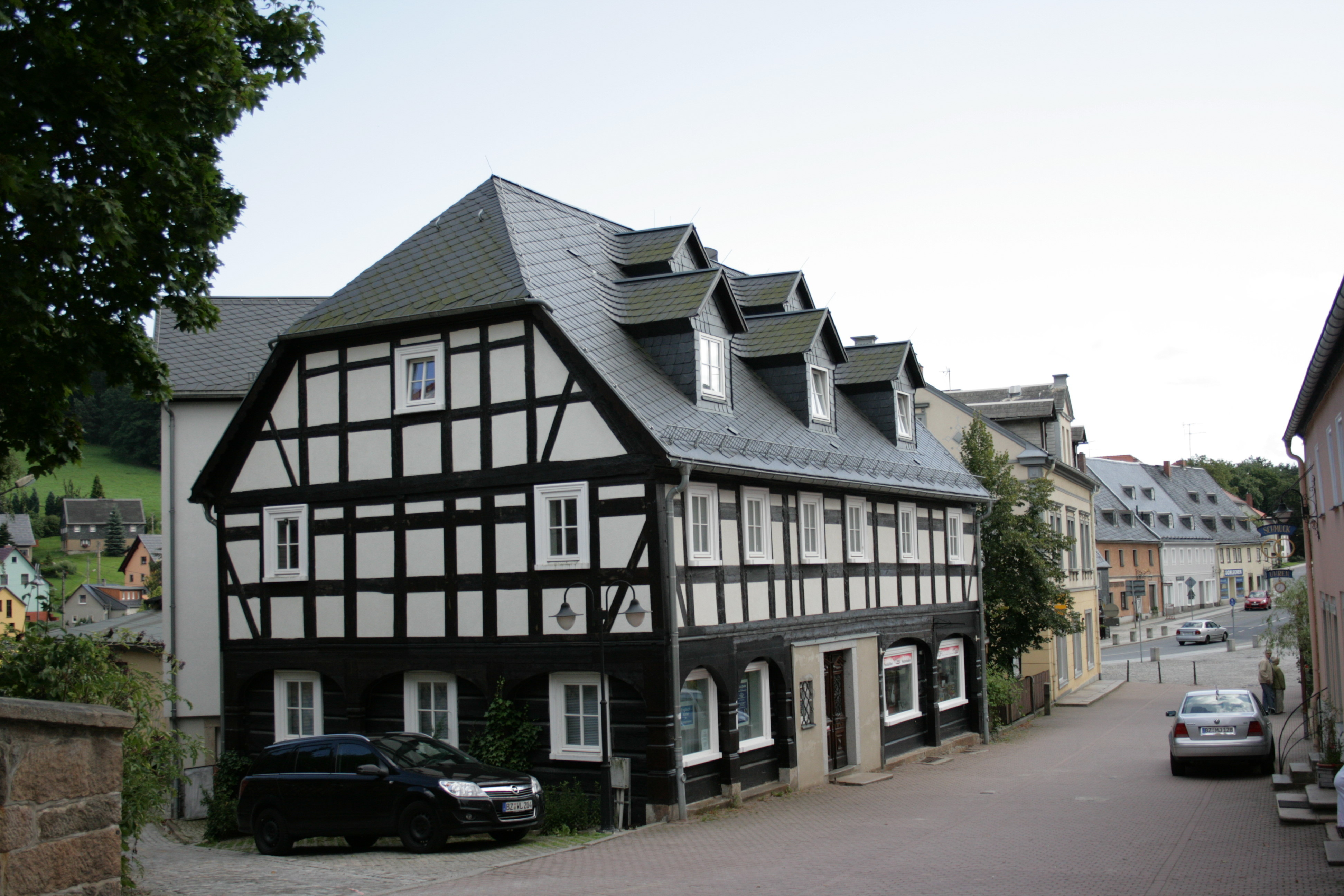
Umgebindehaus am Kirchberg
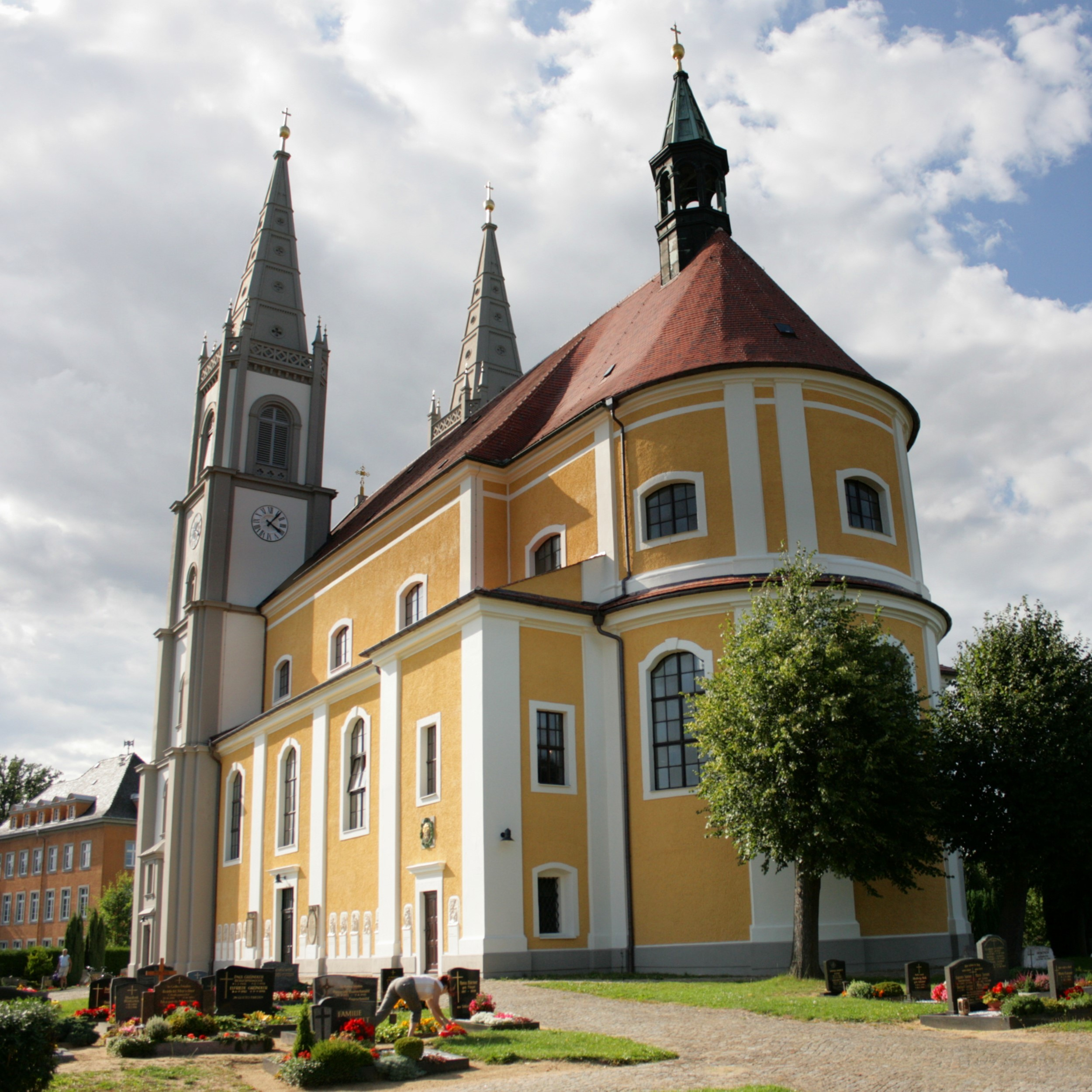
Barockkirche St. Mariä Himmelfahrt
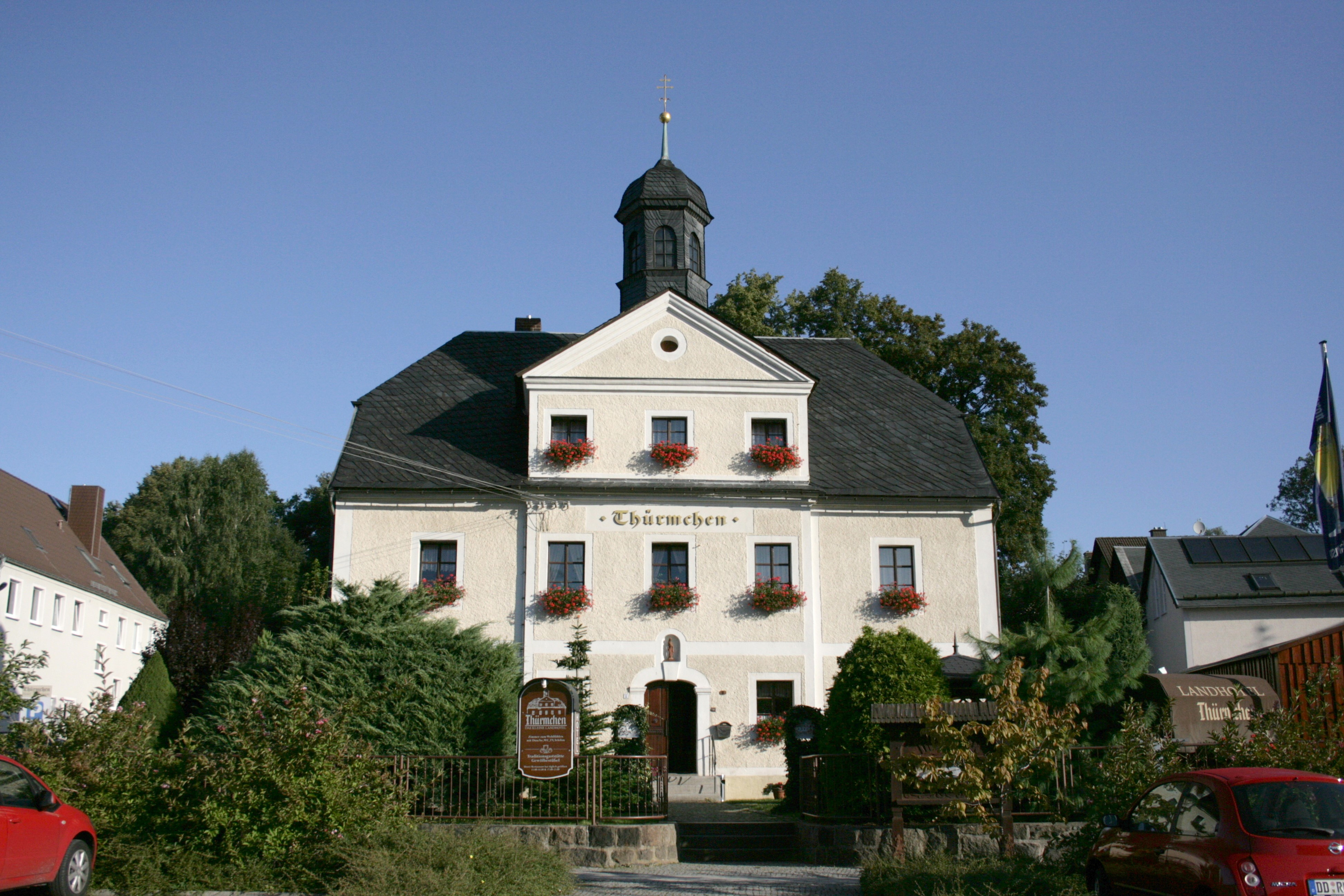
Denkmalgeschütztes Hotel „Thürmchen“
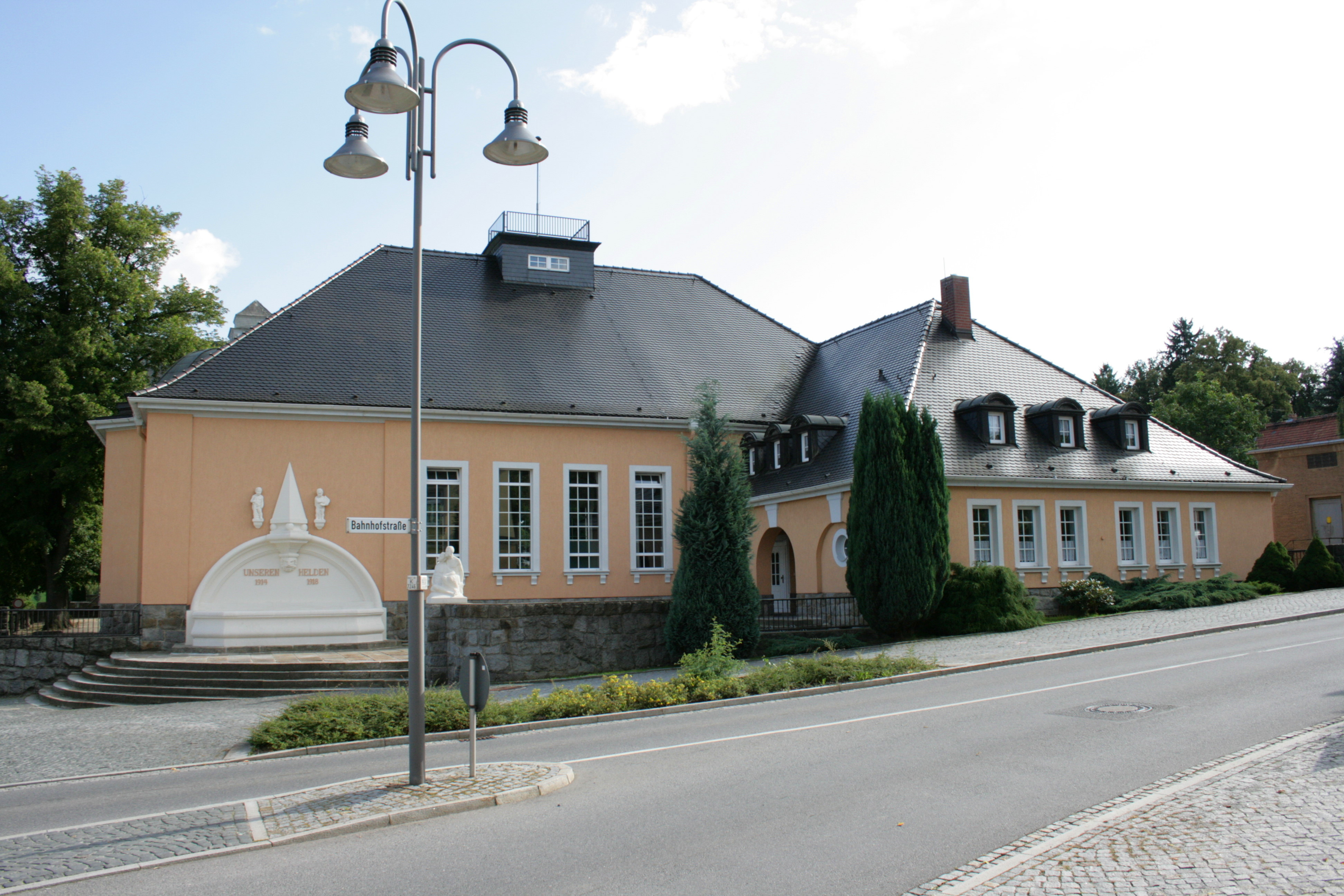
Turnhalle an der Bahnhofstraße
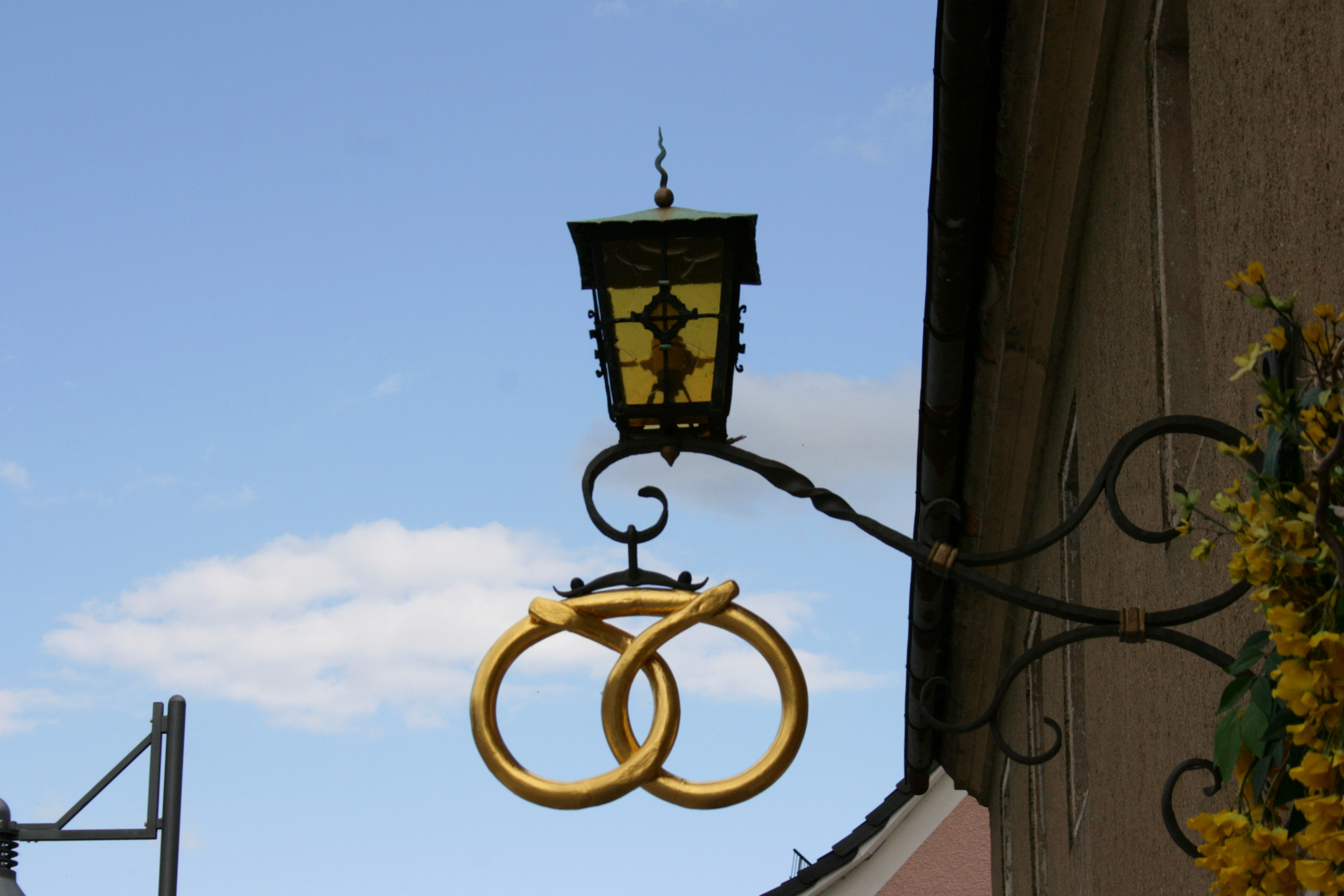
Eines von vielen Nasenschildern im Ort

### Regelmäßige Veranstaltungen
- Schirgiswalder Nikolausmarkt
- Hexenfeuer
- Äppelfest (Apfelfest mit Krönung der Apfelkönigin)
- Faschingsumzug
- „Tag der offenen Tür“ der Freiwilligen Feuerwehr Schirgiswalde
- Brückenfest (mit Nachtbaden in der Spree)

## Bildung
Schirgiswalde verfügt über eine Grundschule. Außerdem ist eine „Freie Christliche Oberschule“ im Ort ansässig.

## Persönlichkeiten
- Carl Rudolph Kändler (1695–1753), Silber- und Goldschmied
- Theodor Hentschel (1830–1892), Komponist
- Theodor Vogt (1835–1906), Professor und Mitbegründer des pädagogischen Seminars der Universität Wien
- Franz Löbmann (1856–1920), Apostolischer Vikar von Sachsen, Titularbischof von Priene
- Felix Atenstädt (1866–1943), Klassischer Philologe und Gymnasiallehrer
- Josef Eduard Tammer (1883–1959), Maler und Grafiker
- Schwester Avia (Maria Anna) Marschner (1870–1905), St. Benediktus-Missionsschwester und Märtyrerin in Tansania (Ostafrika)
- Paul Heßlein (1886–1953), Landtagsabgeordneter und Bürgermeister von Schirgiswalde
- Friedrich Schauer (1891–1958), evangelischer Theologe und Neuorientalist, Akademieleiter
- Carl Swoboda (1896–1978), Volkskundler und Denkmalpfleger
- Charlotte Birnbaum (1900–1981), Übersetzerin und Schriftstellerin
- Siegfried Strohbach (1929–2019), Komponist und Dirigent
- Wolfgang Vogt (1929–2006), Mitglied des Deutschen Bundestages, Oberbürgermeister von Düren, Parlamentarischer Staatssekretär
- Jarka Pazdziora-Merk (* 1949), Politikerin (SPD)

## Ehrenbürger
- 2002 – Wolfgang Rösler, von 1990 bis 2001 Bürgermeister von Schirgiswalde, hat die Erneuerung der Stadt nach der Wende maßgeblich gestaltet.
- 2003 – Hermann Scheipers, (1913–2016), katholischer Geistlicher und KZ-Überlebender, war von 1960 bis 1983 Pfarrer der Schirgiswalder Kirchengemeinde St. Mariä Himmelfahrt.
- 2009 – Friedhelm Wolf war bis 2009 Bürgermeister der Partnerstadt Sundern (Sauerland). Er hat die Städtepartnerschaft und die Entwicklung von Schirgiswalde nach 1990 aktiv unterstützt.
- Alexander Paul (1938–2024), katholischer Geistlicher, war von 1983 bis 2011 Pfarrer der Schirgiswalder Kirchengemeinde St. Mariä Himmelfahrt.[5]
- Hagen Neumann, Karateweltmeister
- 2015 – Bertram Wenke[6] (* 8. März 1966, Spitzname: Maier), engagiert sich seit vielen Jahren für den Schirgiswalder Faschingsumzug

## Verkehr
Der Haltepunkt Schirgiswalde-Kirschau liegt an der Bahnstrecke Oberoderwitz–Wilthen und wird von Regionalbahnen der Linie Dresden – Zittau im 2-Stunden-Takt bedient.